# Кієкбаєво
Кієкба́єво (рос. Киекбаево, башк. Кейекбай) — присілок у складі Бурзянського району Башкортостану, Росія. Адміністративний центр Кієкбаєвської сільської ради.
Населення — 296 осіб (2010; 280 в 2002).
Національний склад:
- башкири — 100%